# Edward E. Boynton House

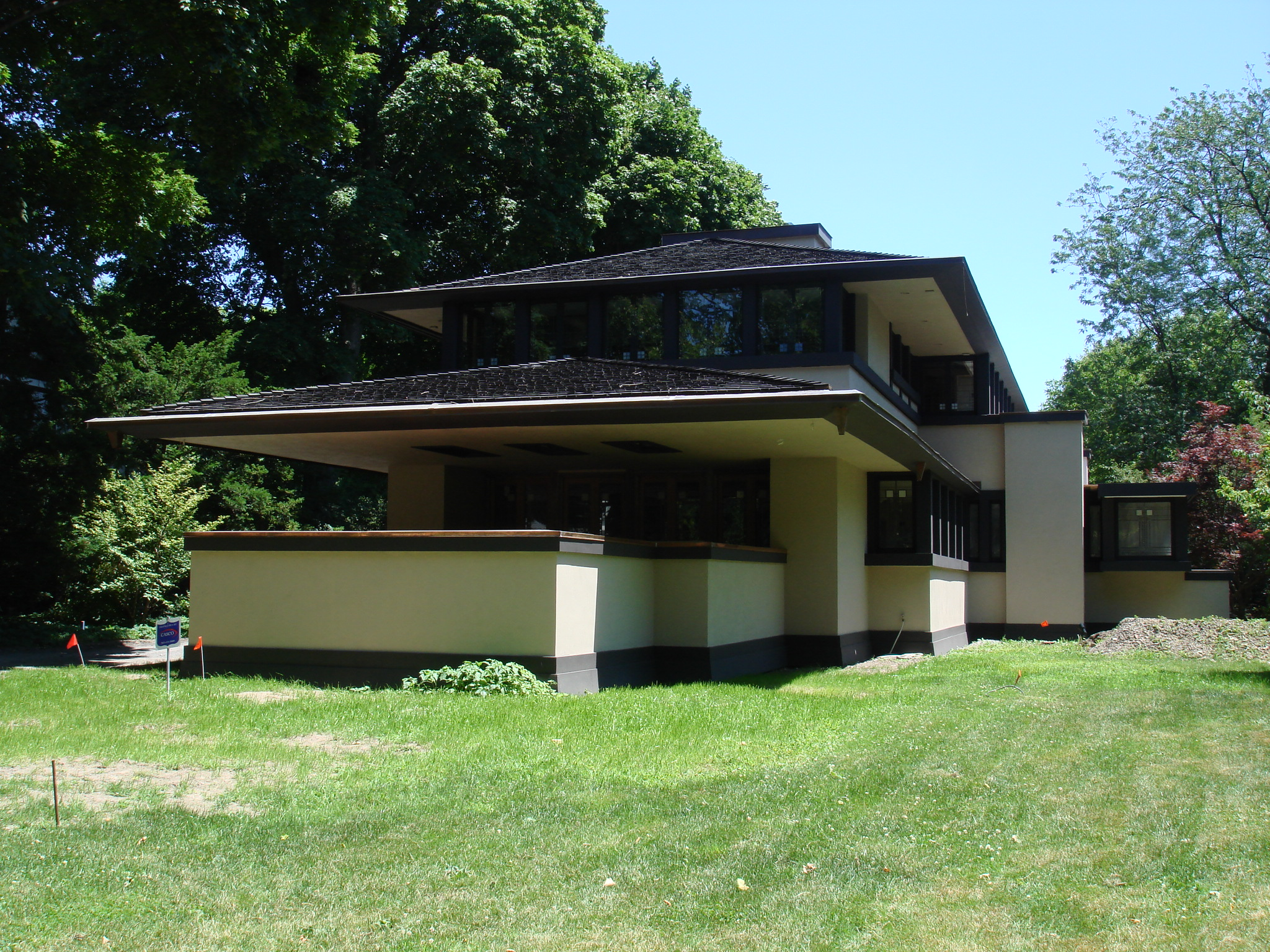
Das Edward E. Boynton House, von East Boulevard aus gesehen.

Das Edward E. Boynton House ist ein von Frank Lloyd Wright entworfenes Wohnhaus in Rochester, New York. Das im Prairie-Stil erbaute Haus wurde 1908 fertiggestellt und gehört heute zum East Avenue Preservation District, der ins National Register of Historic Places eingetragen ist. Es hat die Adresse 16 East Boulevard.

## Geschichte und Beschreibung des Hauses
Edward Boynton war ein erfolgreicher Geschäftsmann, der Frank Wright durch einen Geschäftspartner, Warren McArthur, kennenlernte; für McArthur hatte Wright ein Wohnhaus in Chicago entworfen. Wright kam 1907 nach Rochester, um Boynton und seine Tochter Beulah – Boyntons Frau war einige Jahre zuvor gestorben – bei der Auswahl des Baugrundstückes zu beraten. Boynton erwarb vier benachbarte Parzellen (gut 8000 m²), auf denen nicht nur das Haus, sondern auch ein ausgedehnter Garten, ein großes Reflexionsbecken und Tennisanlagen Platz finden sollten. Wright entwarf nicht nur das Haus selbst, sondern auch den Garten und große Teile der Inneneinrichtung. Dabei arbeitete er eng mit Beulah Boynton zusammen – eine harmonische Partnerschaft, die für Wright durchaus nicht typisch war – und berücksichtigte viele ihrer Anregungen.
Das Haus ist auf einem verlängerten T-Grundriss erbaut und erstreckt sich über zwei Etagen. Das Wohnzimmer geht in eine Veranda über, die sich zur Straßenseite hin öffnet. Zu dem sehr großen Esszimmer gehören mehrere Reihen der für Wright-Häuser charakteristischen farbigen Glasfenster, die zum Teil auch als Oberlichter dienen. Die Gesamtkosten für das Haus waren mit $55.000 Dollar für die Zeit erheblich.
Die Boyntons lebten in dem Haus bis 1918 und verkauften es dann. In den 1920er Jahren wurde das Grundstück zerstückelt, wodurch Wrights Konzeption, der das Haus in die Landschaft eingebettet hatte, stark in Frage gestellt wurde. Das Haus befindet sich bis auf den heutigen Tag in Privatbesitz. Das Innere ist für Besucher nicht zugänglich und das Äußere kann nur von der Straße aus (East Boulevard, Hawthorne Street) betrachtet werden.

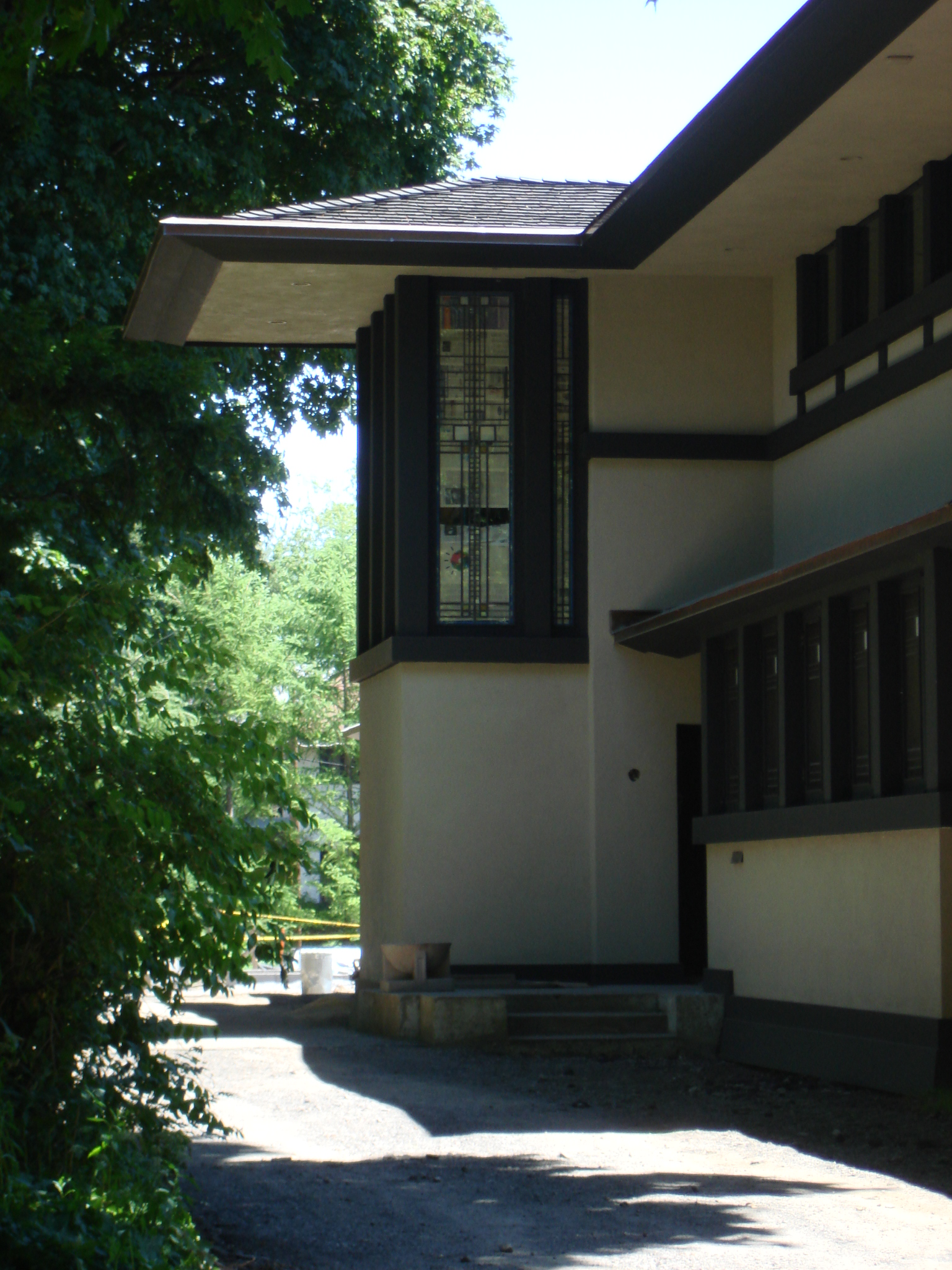
Ansicht von East Boulevard (Detail der Nordseite)
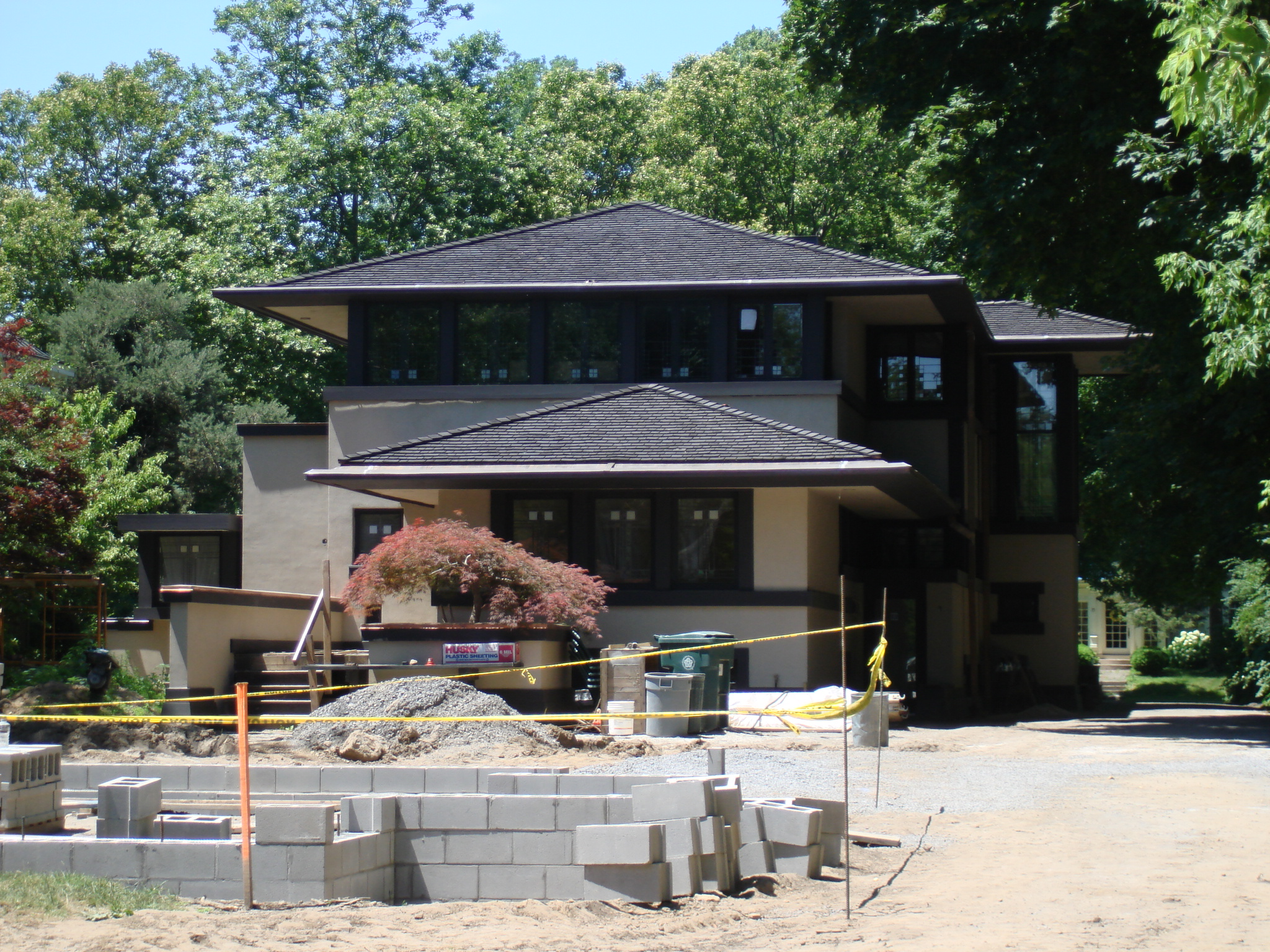
Ansicht von Hawthorne Street
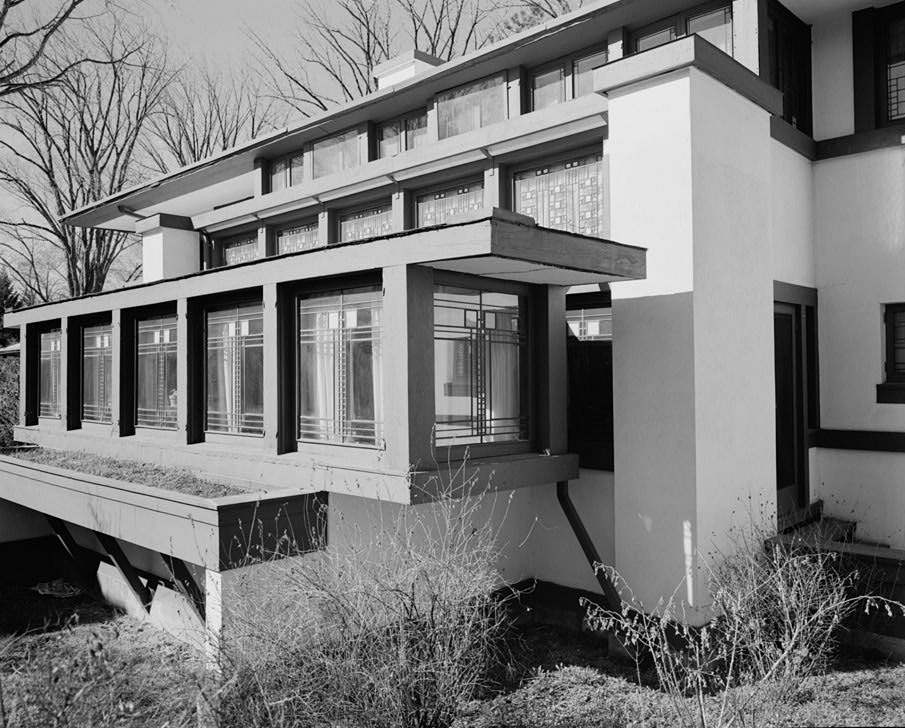
Südseite (Außenansicht des Esszimmers)
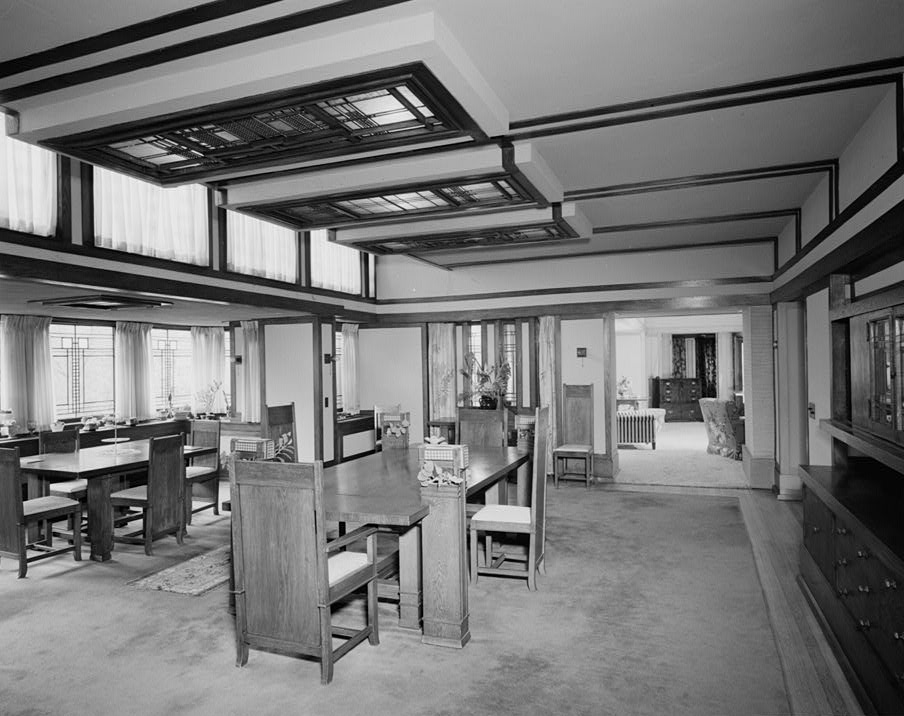
Das Innere des Esszimmers